# José Bosingwa
José Bosingwa da Silva (Mebandaca, 24 de Agosto de 1982), é um ex-futebolista português.
Nascido em Zaire, mas de origem portuguesa mudou-se para Seia, no distrito da Guarda, no interior de Portugal. A estreia como profissional seria proporcionada pelo Freamunde, da II Liga.

## Vida
De pai português e mãe congolesa, regressou a Portugal com a sua família quando ainda era um menino. Bosingwa poderia ter jogado pela República Democrática do Congo, tendo sido convocado em várias ocasiões, mas recusou para poder jogar por Portugal.

### Carreira
Ele foi observado pelo Freamunde quando jogava numa equipa juvenil, e foi assinado até sua academia pelo tempo que ele tinha 12 anos. Suas habilidades para a equipe local impressionaram o Boavista que lhe ofereceram um contrato. Jaime Pacheco treinador do Boavista na altura, satisfeito com a evolução de Bosingwa, ordenou o seu regresso, multiplicando-se em experiências posicionais com o jogador. Os adeptos viam-no, pelo trajecto nas selecções nacionais, como o sucessor de Rui Bento. Bosingwa, com a camisola das quinas, chegou a ser utilizado como falso libero ou como lateral direito, procurou fixar-se como médio defensivo mas passou grande parte do seu tempo no Boavista como médio-ala. Duas épocas depois, no arranque da temporada 2003-2004, José Mourinho acena-lhe com um convite do Porto.
Bosingwa fez apenas 13 jogos na temporada seguinte, de dragão ao peito, suficientes para se afirmar como alternativa válida e despertar a cobiça do seu país de nascença. Em Abril de 2004, a seleção nacional do Congo procura cativar o jogador, nessa altura internacional sub-21 por Portugal. Outro alvo foi Ariza Makukula, agora no Benfica. O portista disse que não, optando pelas cores lusas e garantiu a sua presença nos Jogos Olímpicos de Atenas 2004, de má memória. A derrota frente ao Iraque 2-4, onde Bosingwa marcou um dos golos, foi um prenúncio para o pesadelo. Portugal não passaria da primeira fase.
O Porto possibilitou ao jogador a conquista de vários títulos: três Ligas portuguesas, uma Ligas dos Campeões, uma Taça Intercontinental e duas Supertaças de Portugal.
A temporada 2004-2005 foi infeliz para Bosingwa. No plano desportivo, 25 jogos e um golo, em mais uma etapa da sua progressão com a camisola azul e branca. Fora dos relvados, um grave acidente, em Maio de 2005, que deixou todos os envolvidos em estado de choque. Na madrugada de uma segunda-feira, um jipe BMW conduzido pelo jogador dos dragões, onde seguiam Nélson (na altura atuava no Boavista), Edu (Vilanovense), Jaime (Ovarense) e Sandro Luís (Santa Clara) despista-se em plena A4, na zona de Susão, Valongo. Sandro Luís teria de amputar o seu pé esquerdo, enquanto os restantes jogadores escaparam sem ferimentos graves.
Bosingwa terminaria assim da pior forma a temporada 2004-2005, mas tudo seria diferente na época seguinte, a título individual e coletivo. Com Fatih Sonkaya a desiludir, a polivalência do jogador nascido no Congo surge como uma bênção para o técnico holandês Co Adriaanse. Convertido a título praticamente definitivo a lateral, reforçou a sua influência e conseguiu, inclusive, assumir-se como indiscutível na defesa a três.
No final da temporada 2007-2008 Bosingwa foi para o Chelsea por 20,5 milhões de euros.
No dia 17 de agosto, Bosingwa assinou por três épocas com o clube Queen Park Rangers, depois do seu contrato com Chelsea ter acabado.

## Títulos
FC Porto
- Campeonato Português: 2003-04, 2005-06, 2006-07, 2007-08
- Taça de Portugal: 2005-06
- Supertaça de Portugal: 2004-05, 2006-07
- Liga dos Campeões: 2003-2004
- Copa Intercontinental: 2004

Chelsea
- Premier League: 2009-10
- Copa da Inglaterra: 2009, 2011-2012
- Supercopa da Inglaterra: 2009
- Liga dos Campeões da UEFA: 2011-12